# 中津郵便局 (和歌山県)
中津郵便局（なかつゆうびんきょく）は、和歌山県日高郡日高川町にある郵便局。民営化前の分類では集配特定郵便局であった。

## 概要
- 住所：〒644-1199 和歌山県日高郡日高川町船津277[1]

かつては旧中津村唯一の集配郵便局であったが、郵政民営化に伴う集配郵便局再編に伴い、当局には統轄支店が置かれず配達センター局になった。

## 沿革
- 1996年（平成8年）7月29日 - 船津郵便局から中津郵便局へ改称。
- 2007年（平成19年）10月1日 - 民営化に伴い、併設された郵便事業御坊支店中津集配センターに一部業務を移管。
- 2012年（平成24年）10月1日 - 日本郵便株式会社発足に伴い、御坊郵便局中津集配センターを中津郵便局に統合。

## 取扱内容
- 郵便、印紙、ゆうパック、内容証明
- 貯金、為替、振替、振込、国債、国際送金
- 生命保険、バイク自賠責保険
- ゆうちょ銀行ATM
- 日高川町内の一部地域（旧中津村区域）の集配業務

## 風景印
- 図柄は旧中津村村花「あやめ」とふれあいドーム、あやめ川。局名表記は「和歌山　中津」
- 使用開始日は1996年7月29日

## 周辺
- 日高川町役場中津支所
- 日高川町立中津小学校
- 日高川町立中津中学校
- きのくに中津荘
- 和歌山県立日高高等学校中津分校
- 日高川